# قانون التربية البيئية الوطنية
قانون التربية البيئية الوطنية هو قانون صادر عن الكونغرس الولايات المتحدة الأمريكية لتعزيز التعليم البيئي.
في هذا القانون وجد الكونجرس أن "الأخطار التي تهدد صحة الإنسان ونوعية البيئة معقدة بشكل متزايد، وتشمل مجموعة واسعة من الملوثات التقليدية والسامة في الهواء والماء وعلى الأرض"، وأن "هناك أدلة متزايدة على وجود مشاكل بيئية دولية، مثل الاحتباس الحراري، وتلوث المحيطات، وانخفاض تنوع الأنواع، وأن هذه المشاكل تشكل تهديدات خطيرة لصحة الإنسان والبيئة على نطاق عالمي وأعلنت العديد من المشاكل الأخرى التي تحتاج إلى إصلاح أو معالجة من خلال تحسين التعليم البيئي.